# Crkva sv. Duha u Kalinju
Crkva sv. Duha je katolička crkva u naselju Kalinje koje je u sastavu grada Sveti Ivan Zelina i zaštićeno kulturno dobro

## Opis dobra
Crkva sv. Duha u Vrtačama nalazi se na brežuljku odakle se pruža lijep pogled na zelinsku okolicu. Podignuta je 1910. na mjestu starijeg objekta. To je longitudinalna jednobrodna građevina s užom i nižom trostranom apsidom te četverokutnim zvonikom ispred glavnog pročelja. Uz južnu stranu apside nalazi se sakristija. Lađa je svođena koritastim svodom. Neostilske oltare Srca Isusovog i Silaska Duha Svetog izradio je 1912. i 1913. A. Zoratti iz Maribora. Orgulje vjerojatno potječu iz starije kapele, dok je drvena propovjedaonica uz južni zid lađe mlađe datacije. Crkva predstavlja značajan primjerak sakralne arhitekture Zagrebačke županije.

## Zaštita
Pod oznakom Z-3829 zavedena je kao nepokretno kulturno dobro - pojedinačno, pravna statusa zaštićena kulturnog dobra, klasificirano kao "sakralna graditeljska baština".